# Regasilus
Regasilus is een vliegengeslacht uit de familie van de roofvliegen (Asilidae).

## Soorten
- R. blantoni Bromley, 1951
- R. strigarius Curran, 1931